# Är det sant som många säger
Är det sant som många säger är en psalm med text och musik skriven 1933 av Herbert Brander.

## Publicerad i
- Segertoner 1988 som nr 508 under rubriken "Att leva av tro - Kallelse - inbjudan".[1]